# Wędrówki z moim Guru
Wędrówki z moim Guru – zbiór opowiadań Wojciecha Żukrowskiego opublikowany w 1960 roku w Wydawnictwie MON. W książce z humorem opisany jest pobyt autora w Nowym Delhi, w Indiach, gdzie Wojciech Żukrowski przebywał w latach 1956-1959 pracując w polskiej ambasadzie na stanowisku radcy kulturalnego.

## Krytyka
Stefan Melkowski pisze o utworze: "Zbiór jest jakby sprawozdaniem z rozlicznych wędrówek po kontynencie Indii odbytych z hinduskim przyjacielem i przewodnikiem, opowieścią o tajemnicach wielkiego kraju i przebogatej prastarej kultury: "Jedyna droga to pielgrzymka, tam nikt cię nie będzie pytał, nikt się nie zdziwi" (Żukrowski). Taką właśnie relacją z kilkuletniej pielgrzymki ku Tajemnicom Odwiecznym Indii jest ta książka. Usiłując dojść do istoty zjawiska tak niezwykłego, pisarz nie próbuje uogólnień, nie ocenia - tylko opisuje wydarzenia oraz ludzi i rzeczy. Tyleż mówi o duchowych przymiotach swego Guru, co i o jego wyglądzie zewnętrznym oraz jego zachowaniu. Jak zwykle u tego pisarza, sprawy wielkie i głębokie są oswajane za pomocą drobnych i potocznych: tajemnica i niezwykłość pokazana jest przez zwyczajność. A jak na pielgrzymkę przystało - toczy się tu ciągła gra między racjonalnością a cudownością."

## Zawartość zbioru
- Mój Guru
- Dżiny w "Busy Bee"
- Dom nawiedzony
- Szczęśliwy policjant
- W domowym zaciszu
- Zapłaciłem za swoją śmierć
- Nożyczki bogini Kali
- Droga na Mandalay
- Hinduski Dyngus
- Chłopiec-wilk
- Rozkosz samotności
- Nos w nie swoje sprawy
- Spotkanie w przyszłym życiu
- Policja i bogowie
- Wedding bells i skorpion
- Święty dni naszych
- Czekając na motorówkę
- Ona tam jest
- Prawo i czarownice
- Przeklęty klejnot
- Sprawa kraszera
- Nie drażnić tygrysów
- Niepojęte